# Lucullus
Lucius Licinius Lucullus (asi 118–57 př. n. l.) byl římský vojevůdce, římský konzul (r. 74 př. n. l), státník a mecenáš umění, proslulý rovněž nákladným životním stylem.

## Život
Patřil k aristokratické straně optimátů a jeho politickým spojencem byl Lucius Cornelius Sulla. Proslavil se zejména ve válkách proti králi Mithridatovi VI. Pontskému. Poté, co obsadil Bíthýnii a vyhnal Mithridata z jeho království – ten byl nucen uchýlit se ke svému zeti Tigranovi I. – vytáhl Lucullus proti Arménii. Zde dosáhl rozhodujícího vítězství v roce 69 př. n. l. v bitvě u Tigranocerty.
Porážka Arménů vynesla Římanům a Lucullovi obrovskou kořist. Po válce se Lucullus zaměřil na řešení těžké hospodářské situace obyvatel provincie Asie, zadlužených po první válce s Mithridatem vinou vysokých úroků z lichvy. Snížil úrokovou míru z 48% na 12%, čímž na sebe poštval hněv římských finančních úředníků. V roce 66 př. n. l. mu bylo velení odňato a svěřeno Pompeiovi.
Po návratu z bojů se proslavil jako mecenáš a stavitel, který investoval do mnoha velkorysých a nesmírně nákladných projektů; jako byla socha Štěstí od Arkesilaa za milión sesterciů. Za kopii Pausiovy Ověnčené vynaložil dva talenty. Vlastnil velkou řeckou knihovnu a rozsáhlé umělecké sbírky. Do jeho nejbližšího okruhu patřili: filozof Antiochos z Askalonu a básník epigramů Archiás. Lucullus též dostal darem od Cicerona jednu knihu spisu Academica. Slavné jsou i velkolepé hostiny, které Lucullus pořádal – tzv. „lukulské hody“, které se dodnes používají jako označení nákladného a luxusního stolování. Založil slavné sady Horti Luculliani. Z Pontského města Kerasús dal importovat třešně, které poté nechal zavést do svých ovocných zahrad.

## Poslední roky života a smrt
Plútarchos se zmiňuje, že Lucullus ke konci života ztratil rozum a propadl šílenství. Podle Plútarcha je možné, že Lucullovo šílenství mohlo být předstírané jako jistá ochrana proti politickým změnám v římském státu, kterým mohl být například vzestup populárů. Na Lucullův pohřeb dohlížel jeho mladší bratr Marcus Terentius Varro Lucullus.